# ATC-kod C08: Kalciumantagonister
ATC-kod C08: Kalciumantagonister är en del av klassificeringssystemet ATC (Anatomical Therapeutic Chemical Classification System) för läkemedel och vissa andra medicinska produkter. ATC utvecklas av WHO och består av alfanumeriska koder indelade i grupper utifrån anatomi, medicinsk funktion och läkemedelstyp på 5 olika kodnivåer. Denna sida utgör innehållet i en specifik grupp på nivå 2.

## C08C Selektivakalciumantagonistermed övervägande effekt påblodkärl

### C08CADihydropyridin-derivat
C08CA01 Amlodipin
C08CA02 Felodipin
C08CA03 Isradipin
C08CA04 Nikardipin
C08CA05 Nifedipin
C08CA06 Nimodipin
C08CA07 Nisoldipin
C08CA08 Nitrendipin
C08CA09 Lacidipin
C08CA10 Nilvadipin
C08CA11 Manidipin
C08CA12 Barnidipin
C08CA13 Lercanidipin
C08CA14 Cilnidipin
C08CA15 Benidipin
C08CA55 Nifedipin, kombinationer

### C08CX Övriga selektiva kalciumantagonister med övervägande effekt på blodkärl
C08CX01 Mibefradil

## C08D Selektivakalciumantagonistermed direkt effekt påhjärta

### C08DAFenylalkylamin-derivat
C08DA01 Verapamil
C08DA02 Gallopamil
C08DA51 Verapamil, kombinationer

### C08DBBensotiazepin-derivat
C08DB01 Diltiazem

## C08E Icke-selektivakalciumantagonister

### C08EAFenylalkylamin-derivat
C08EA01 Fendilin
C08EA02 Bepridil

### C08EX Övriga icke-selektiva kalciumantagonister
C08EX01 Lidoflazin
C08EX02 Perhexilin

## C08GKalciumantagonisterochdiuretika

### C08GA Kalciumantagonister och diuretika
C08GA01 Nifedipin och diuretika

### Engelska
- WHO Collaborating Centre for Drug Statistics Methodology - ATC Index
- WHO Collaborating Centre for Drug Statistics Methodology - ATCvet Index

### Svenska
- SIL online
- FASS.se - ATC
- FASS.se - Veterinär-ATC
- Sök läkemedelsfakta - Läkemedelsverket
- Socialstyrelsen : Klassifikationer
- Nationellt produktregister för läkemedel - NPL